# Chapter 27 - L'assassinio di John Lennon
Chapter 27 - L'assassinio di John Lennon (Chapter 27) è un film del 2007 diretto da Jarrett Schaefer.
Film biografico di produzione statunitense che ripercorre gli ultimi giorni di vita del popolare musicista John Lennon, ripresi dal punto di vista del suo assassino, Mark David Chapman, che ucciderà Lennon davanti all'entrata della sua residenza, il Dakota Building, la sera dell'8 dicembre 1980 a New York.
In quanto produzione indipendente, il film venne acquisito per la distribuzione dalla Peace Arch Entertainment e debuttò al Sundance Film Festival il 25 gennaio 2007 dove fu accolto da recensioni contrastanti. In seguito ricevette una distribuzione limitata nei cinema negli Stati Uniti a partire dal 28 marzo 2008. Chapter 27 è stato definito una delle pellicole più controverse degli anni duemila. Il film ha fatto guadagnare al regista Schaefer il premio come miglior opera prima allo Zurigo Film Festival, dove anche Jared Leto vinse il premio come miglior attore per la sua interpretazione di Chapman.
Prodotto in Gran Bretagna, The Killing of John Lennon, un film ispirato agli stessi avvenimenti, era stato distribuito l'anno precedente.

## Trama
New York 8 dicembre 1980: Mark David Chapman ha sconvolto il mondo uccidendo il musicista e attivista quarantenne John Lennon, all'esterno del Dakota Building, l'edificio dove l'ex-Beatle risiedeva insieme alla moglie Yōko Ono e al figlioletto Sean. Il folle gesto di Chapman è motivato dalla pura illusione, alimentata dall'ossessione per il personaggio letterario immaginario Holden Caulfield e le sue simili disavventure nel romanzo Il giovane Holden di J. D. Salinger. In un attimo, un anonimo venticinquenne fan dei Beatles, socialmente disagiato e mentalmente instabile, diviso tra l'idealizzazione di Lennon e il desiderio di ucciderlo, ha alterato il corso della storia della musica. Chapman arriva a New York con l'obiettivo di uccidere John Lennon, . eliminando un simbolo dell'ipocrisia del mondo moderno. Secondo la sua personale visione distorta, Lennon predica nelle sue canzoni un mondo senza proprietà, ma è invece un ricchissimo uomo d'affari.
Nei giorni precedenti all'omicidio l'uomo si mette in attesa, come tanti altri fan di Lennon, davanti al Dakota, per farsi autografare il suo ultimo album, Double Fantasy. Qui ha modo di conoscere una bella ragazza di nome Jude, con la quale tenta un approccio, stroncato sul nascere dai suoi strani comportamenti fatti di veri e propri momenti di follia. Dalle sue bugie ai tassisti (con i quali si spaccia come "tecnico del suono dei Beatles") al suo comportamento socialmente inaccettabile nei confronti di Jude, alle sue discussioni con il fotografo Paul Goresh, Chapman oscilla tra le psicosi che ribollono nel suo cervello, mentre gradualmente la sua presa sulla realtà si deteriora sempre più in una rabbia omicida completamente incontrollata.

## Produzione

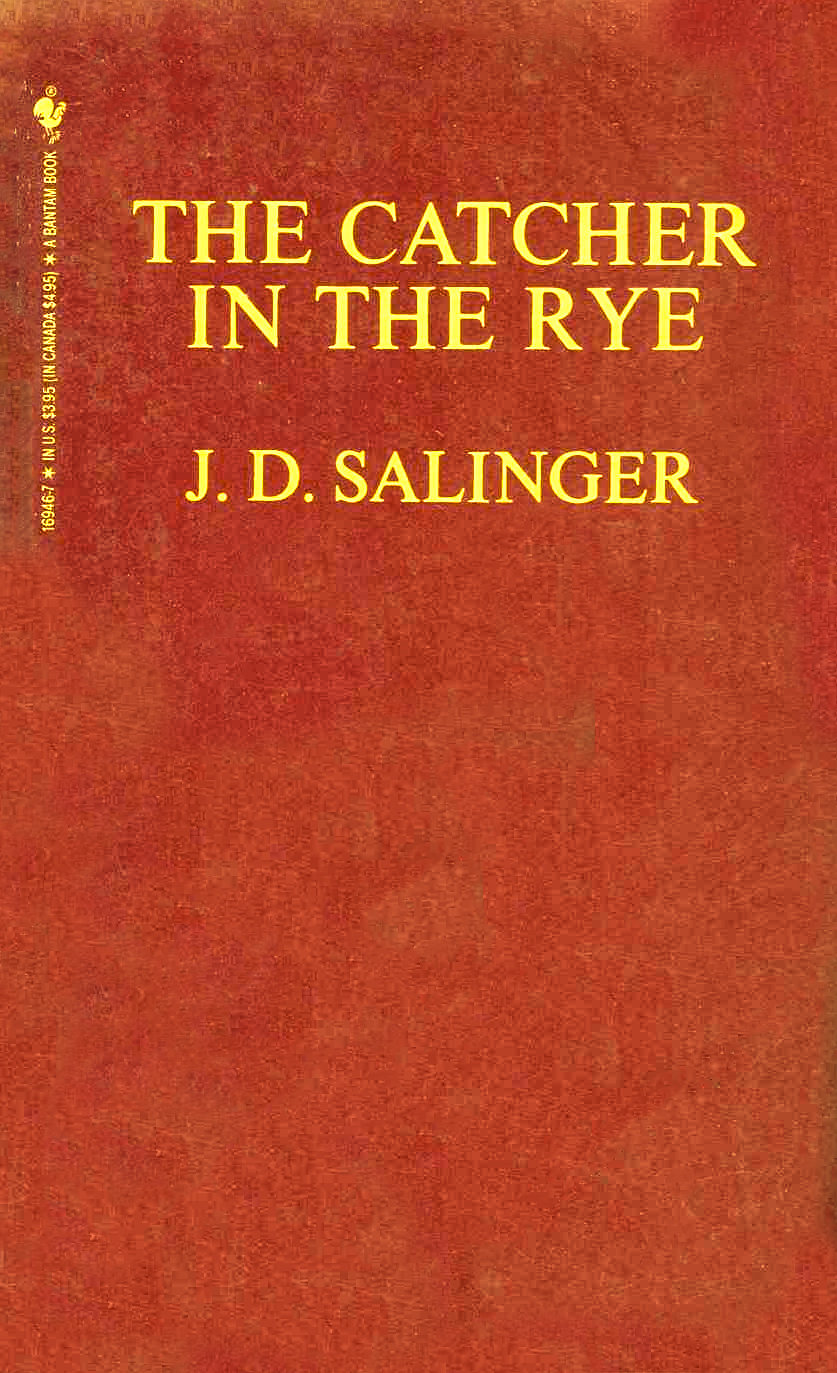
Una copia de Il giovane Holden in lingua originale

Il vero Mark David Chapman è attualmente incarcerato presso il penitenziario Wende Correctional Facility. A parte le due interviste rispettivamente concesse a Larry King e Barbara Walters, entrambe nel 1992, Chapman non ha mai rilasciato dichiarazioni ai mass media. Tuttavia, egli rivelò i meccanismi della sua mente in occasione dell'omicidio di Lennon al giornalista Jack Jones. Le interviste furono raccolte e pubblicate nel 1992 all'interno del libro Let Me Take You Down: Inside the Mind of Mark David Chapman. Il soggetto di Chapter 27 è basato proprio su questo libro. Il titolo del film si riferisce all'inesistente capitolo numero 27 del libro da cui era ossessionato Chapman, Il giovane Holden di J. D. Salinger, romanzo che stava leggendo anche la sera stessa in cui uccise Lennon e che in realtà ha 26 capitoli. Chapman era ossessionato a tal punto dal libro, da credersi una reincarnazione di Holden Caulfield, il protagonista del romanzo.
Secondo la rivista musicale britannica Mojo, il titolo sarebbe inoltre ispirato al ventisettesimo capitolo del libro Nowhere Man: Gli ultimi giorni di John Lennon di Robert Rosen (2000). Il libro di Rosen esplora i significati numerologici del numero 27, "tre volte 9", numero di profonda importanza per John Lennon. Lennon era profondamente interessato alla numerologia, e riteneva il "9" il suo numero fortunato. Era lo scopo di Chapman, secondo Rosen, scrivere il "Capitolo 27" de Il giovane Holden con il "sangue di Lennon".
Come Chapman, anche Schaefer è un fan dei Beatles e del romanzo Il giovane Holden, e il regista disse di aver iniziato a scrivere la sceneggiatura per cercare di capire come "chiunque potesse essere stato ispirato a uccidere qualcuno leggendo una magnifica opera d'arte come il libro di Salinger".

### Cast
Ci vollero quattro anni a Schaefer per completare la stesura della sceneggiatura, ma una volta terminata, la lavorazione del film si svolse velocemente. Con l'aiuto dei produttori Alexandra Milchan e Robert Salerno, Schaefer scritturò Jared Leto per il ruolo di Mark David Chapman. Per la parte, Leto ingrassò circa 30 kg bevendo tutte le sere frullati di gelato miscelato a salsa di soia e olio d'oliva. Ingrassare così tanto, egli disse, fu molto più difficile che dimagrire per il ruolo dello scheletrico tossico Harry Goldfarb in Requiem for a Dream (2000). Un tale repentino abbrutimento gli causò la gotta. Egli inoltre fu costretto a utilizzare una sedia a rotelle a causa dello stress conseguente all'aumento di peso.
Al termine delle riprese del film, Leto dimagrì velocemente grazie a una dieta liquida. Perdere il peso in eccesso si rivelò comunque una sfida: «Ci volle quasi un anno per tornare al mio peso normale», egli dichiarò.
Ventidue anni prima dell'inizio della produzione di Chapter 27, l'attore Mark Lindsay Chapman, che professionalmente utilizza il nome d'arte Mark Lindsay, era stato scritturato per interpretare John Lennon nel biopic John and Yoko: A Love Story (1985). Yōko Ono era coinvolta nella produzione ed aveva personalmente approvato la scelta del cast prima di scoprire che il nome completo dell'attore era Mark Lindsay Chapman, curiosamente quasi uguale a quello dell'assassino di suo marito. Pensando quindi che il nome portasse un "cattivo karma", sconsigliò la scelta dell'attore ai produttori, e il ruolo di Lennon andò a Mark McGann. Il regista di Chapter 27, Jarrett Schaefer, vide molti imitatori di Lennon, ma rimase particolarmente colpito dal provino di Mark Lindsay Chapman. Schaefer sentì che l'attore Chapman era il migliore per il ruolo. Il regista ebbe qualche difficoltà a negoziare con la produzione la sua scelta, ancora una volta, a causa del nome di Chapman. Una volta scritturato, Chapman pretese che il suo nome fosse indicato per esteso nei crediti del film.

### Riprese

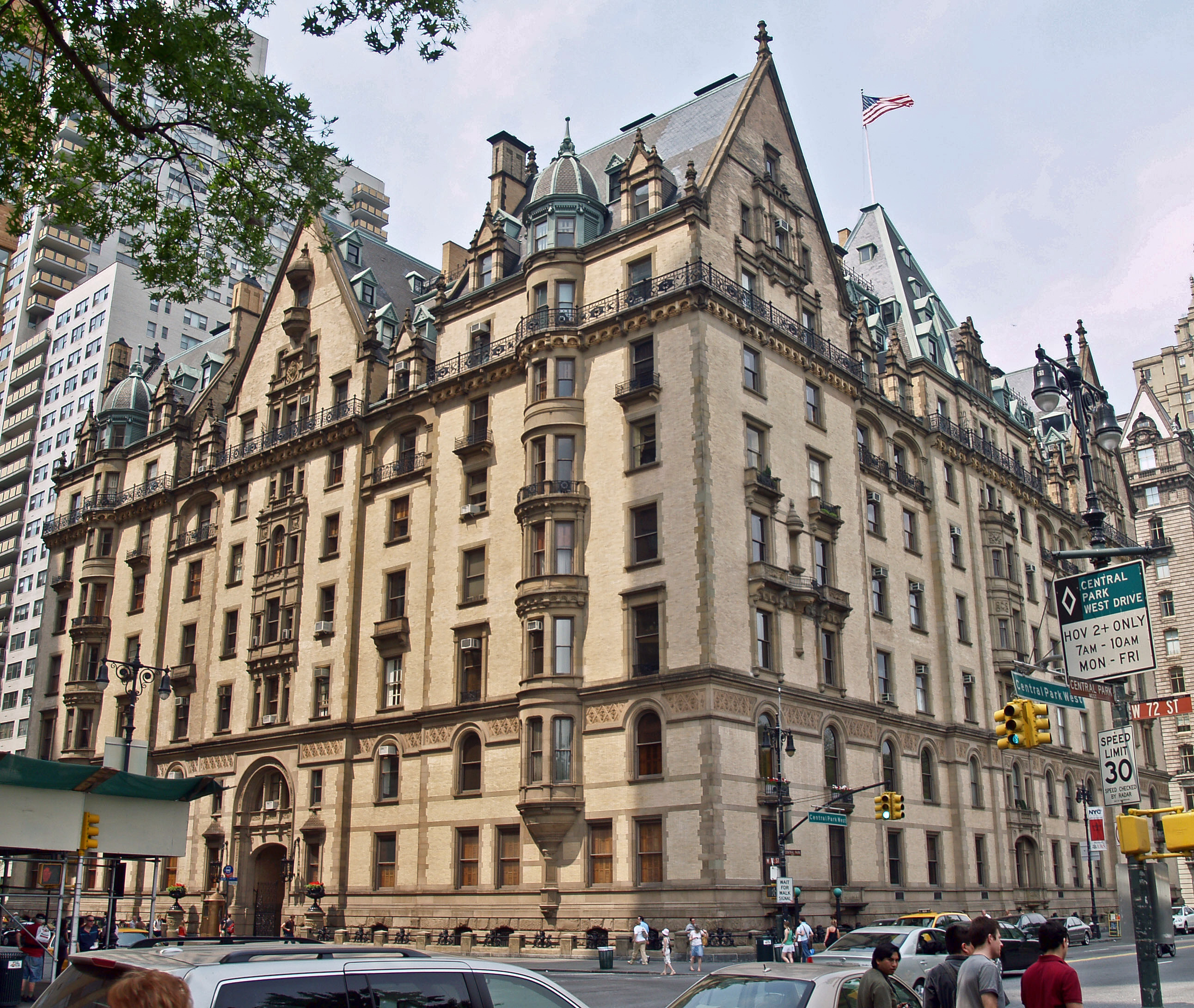
Il Dakota Building, luogo dell'omicidio di John Lennon

Le riprese del film cominciarono nel 2006 a Manhattan, New York. «Non ho molto con il quale paragonarle, ma le sfide erano scoraggianti», disse Schaefer, che diresse parecchie scene all'esterno del Dakota Building, luogo dell'assassinio di Lennon. «Dovevo andare in un posto che era molto sensibile alla nostra storia, con dei camion, un'equipe e una quantità limitata di tempo. Non è stato facile».
«Era molto importante per Jarrett che non stessimo glorificando gli eventi», disse Salerno. «Non voleva girare nessuna delle scene che prevedevano John Lennon al Dakota per rispetto nei confronti dei residenti presenti all'epoca dei fatti, così tutte le scene con Lennon furono girate separatamente in altra location», presso gli Steiner Studios di Brooklyn.

## Distribuzione
Il film è stato presentato in anteprima mondiale il 25 gennaio 2007 al Sundance Film Festival. Successivamente fu proiettato al Festival internazionale del cinema di Berlino, all'Athens Film Festival, al Festroia International Film Festival, al Waterfront Film Festival, al Mediterranean Film Festival, al Festival del cinema di Stoccolma, all'Oslo International Film Festival e al Denver Film Festival.
La Motion Picture Association of America (MPAA) assegnò alla pellicola una classificazione "R" (Restricted) a causa del linguaggio scurrile e dei contenuti sessuali presenti nel film. Chapter 27 ebbe una distribuzione limitata nelle sale statunitensi a partire dal 28 marzo 2008, incassando nel primo week-end di programmazione 13,910 dollari. Gli incassi del film aumentarono dell'11.4% durante il secondo week-end, con entrate pari a 15,500 dollari in cinque sale. Chapter 27 incassò 56,215 dollari negli Stati Uniti e 131,273 dollari oltreoceano. In totale, il film ha incassato al botteghino 187,488 dollari nel mondo. La distribuzione all'estero incluse Messico ($107,443), Portogallo ($20,433) e Francia ($3,397).
Chapter 27 è uscito in formato DVD il 28 aprile 2008 nel Regno Unito, e il 1º luglio dello stesso anno negli Stati Uniti. In Italia, il film è uscito direttamente in Home video il 6 marzo 2019, distribuito da CG Entertainment, in formato DVD e Blu-ray.

## Accoglienza

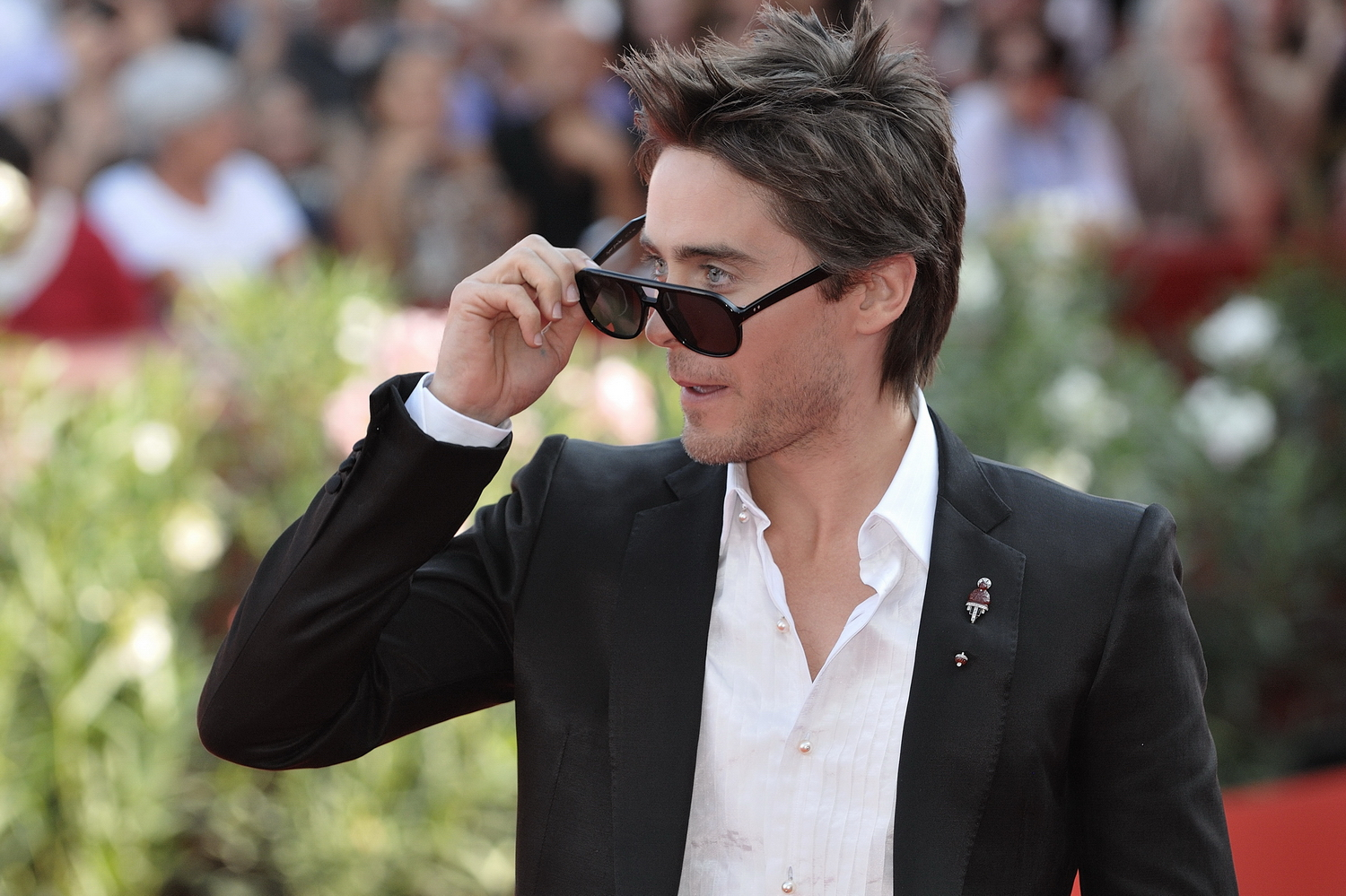
La performance di Jared Leto come Mark David Chapman fu lodata dalla critica, che invece accolse in maniera contrastante il film.

Quando Chapter 27 debuttò al Sundance Film Festival, il film creò scalpore e polemiche tra i critici. MTV scrisse che "le reazioni del pubblico rendevano ovvio che alcune persone lo avrebbero amato mentre altre detestato." Sull'aggregatore di recensioni Rotten Tomatoes, il film ha un indice di gradimento del 18% basato su 49 recensioni da parte di critici professionisti, con un punteggio finale di 3.9/10. Nella recensione del sito è scritto: "Nonostante la performance di Jared Leto, Chapter 27 fallisce nel tentativo di penetrare nella mente di Mark David Chapman, l'assassino di John Lennon". Su Metacritic il film ha un punteggio di 32 su 100, basato sul giudizio di 19 critici cinematografici.
Andrew O'Hehir del sito web Salon.com scrisse: "Alcuni spettatori potrebbero giudicare Chapter 27 squallido o di cattivo gusto, e non voglio discutere su questo. Ma il film di Schaefer è avvincente, il che è una cosa buona in qualsiasi produzione cinematografica". O'Hehir concluse lodando la performance di Leto definita "estremamente interessante a molti livelli". Duane Byrge del The Hollywood Reporter scrisse: "Chapter 27 è un intelligente tentativo di spiegare la psicologia contorta e le motivazioni di Mark David Chapman, che tutti abbiamo superficialmente conosciuto attraverso i resoconti dei mass media e gli sporadici aggiornamenti dopo la sua incarcerazione". Anche Byrge accolse favorevolmente la prova attoriale di Jared Leto definendola "brillante". Michael Phillips del Chicago Tribune diede al film tre stellette su cinque scrivendo: "Alla fine di questa impresa modesta e strana, Leto mi fece credere che valesse la pena di essere costretto a uscire sul marciapiede con quest'uomo, se non altro per avere un senso di quello che sarebbe potuto essere".
All'uscita del film nelle sale, Richard Roeper scrisse: "Questo è un film molto difficile da vedere, specialmente per un fan dei Beatles che adorava Lennon, ma fornisce una riflessione stimolante sul funzionamento interno della mente contorta di Mark David Chapman". Joel Selvin del San Francisco Chronicle lodò la regia di Schaefer scrivendo che "il film è montato in modo impressionante e Schaefer ha fatto un debutto alla regia di livello, ma è un'opera "scomoda" fin dalle scene iniziali di Chapman che arriva a New York e fino all'inevitabile, inesorabile scena finale". Anche Selvin definì la performance di Leto assolutamente convincente. Rex Reed assegnò alla pellicola una recensione favorevole, scrivendo: "Anche se siete solo moderatamente curiosi riguardo agli eventi che hanno portato alla morte inutile di un'icona musicale, penso che troverete il film di un fascino intrigante". Anche lui lodò la performance di Jared Leto definendola "indimenticabile". Owen Gleiberman di Entertainment Weekly diede al film una "B" scrivendo: "Chapter 27 è lungi dall'essere impeccabile, ma Leto si cala dentro questo grasso nerd psicopatico infuriato e dalla bocca aperta con una convinzione che mi ha fatto sobbalzare ad ogni suo delirio". Joe Neumaier del New York Daily News descrisse Chapter 27 "un dramma claustrofobico che si svolge nella mente contorta di Mark David Chapman".
In occasione dell'uscita del film in DVD in Italia per il mercato dell'home video, Maurizio Encari sul sito cinema.everyeye.it scrisse: "Il vero problema della pellicola però, pur interessante sotto certi aspetti, risiede in uno sguardo d'insieme troppo limitato che finisce per stritolare i sussulti emotivi e tensivi della storia".

## Riconoscimenti
- Zurich Film Festival 2007
  - Miglior opera prima, miglior attore (Jared Leto)

## Controversie
Chapter 27 fu uno dei film più controversi degli anni duemila. Nell'aprile 2006, in una petizione on-line promossa dal sito Boycottchapter27.org, gli utenti chiedevano ai cinema di boicottare la pellicola, al fine di "non contribuire alla glorificazione di un assassino". La vedova di Lennon, Yōko Ono, espresse il suo punto di vista dichiarando: «Questa è un'altra di quelle cose che mi ferirà, ne sono sicura. Avrei preferito che non fosse girato un film sulla storia del signor Chapman, anche se simpatizzo con gli attori coinvolti. Hanno bisogno di lavorare. Non sono solo i film, è che si parla di continuo di quello [l'omicidio di Lennon]».
Sean Lennon, il figlio di John, definì di "cattivo gusto" la produzione e la lavorazione del film, inclusa la presenza di Lindsay Lohan in esso.